# Cirilo Correa
Cirilo Correa (Montevideo, Virreinato del Río de la Plata, 1795 - Lima, Perú, 1827) fue un militar argentino que participó en la guerra de independencia de su país y en el Perú.

## Biografía
En su infancia se mudó con su familia a Buenos Aires, donde recibió alguna educación. En 1807 se unió como soldado al Regimiento de Patricios, con el que luchó contra las Invasiones Inglesas.
En 1810 se incorporó al Ejército del Norte, en cuyas filas combatió en las tres Expediciones Auxiliadoras al Alto Perú, combatiendo en las batallas de Cotagaita, Suipacha, Huaqui, Tucumán, Salta, Vilcapugio, Ayohuma, Venta y Media y Sipe Sipe. Toda esta carrera la hizo como suboficial del Ejército.
En 1816 pasó a Mendoza y se unió al Ejército de los Andes, siendo ascendido al grado de teniente coronel por el general José de San Martín, y fue el segundo jefe del Batallón 7.º de Infantería; su jefe era el coronel Pedro Conde. Luchó en Chacabuco, Gavilán, Talcahuano, Cancha Rayada y Maipú.
Participó en la Expedición Libertadora del Perú, al frente del Batallón 7.º. De los Andes, luchando en la batalla de Cerro de Pasco y en la toma del Callao, ascendiendo al grado de coronel.
Al retirarse San Martín en 1823, el presidente Marqués de Torre Tagle lo nombró jefe de Estado Mayor de la ciudad de  Lima. Participó en la Campaña de los Puertos Intermedios, en la que fueron derrotados en tres batallas en cuatro días. Regresó a Lima, donde fue ascendido al grado de general; había comenzado su carrera como soldado raso 13 años antes, y llegó a general a los 28 años.
Participó como oficial de estado mayor en la campaña que culminó con las batallas de Junín y Ayacucho. En 1824 Correa reemplazó a Enrique Martínez en la jefatura de los restos de la División de los Andes, de la cual se dispuso el regreso a la Argentina.
Al hacerse cargo de la terminación de la guerra en el Perú, Simón Bolívar se mostró contrario a respetar las posiciones ganadas por los oficiales que habían llegado con San Martín, actitud que fue interpretada por éstos como favoritismo por los venezolanos y colombianos. Varios oficiales argentinos abandonaron el Perú, mientras otros se enfrentaban al Libertador. En 1826, el general Correa fue acusado de conspirar contra Bolívar y fue arrestado en las casamatas del Callao, lo que le causó una seria depresión y un intento de suicidio. Aunque más tarde fue absuelto, falleció en Lima a consecuencia de una enfermedad adquirida en prisión a mediados de 1827. Fue enterrado en el Cementerio Presbítero Matías Maestro. Fue hermano suyo el coronel del ejército peruano Estanislao Correa y Garay, en cuya compañía hizo la campaña al Perú y quien se afincó en dicho país donde dejó sucesión.